# Pekka Haavisto

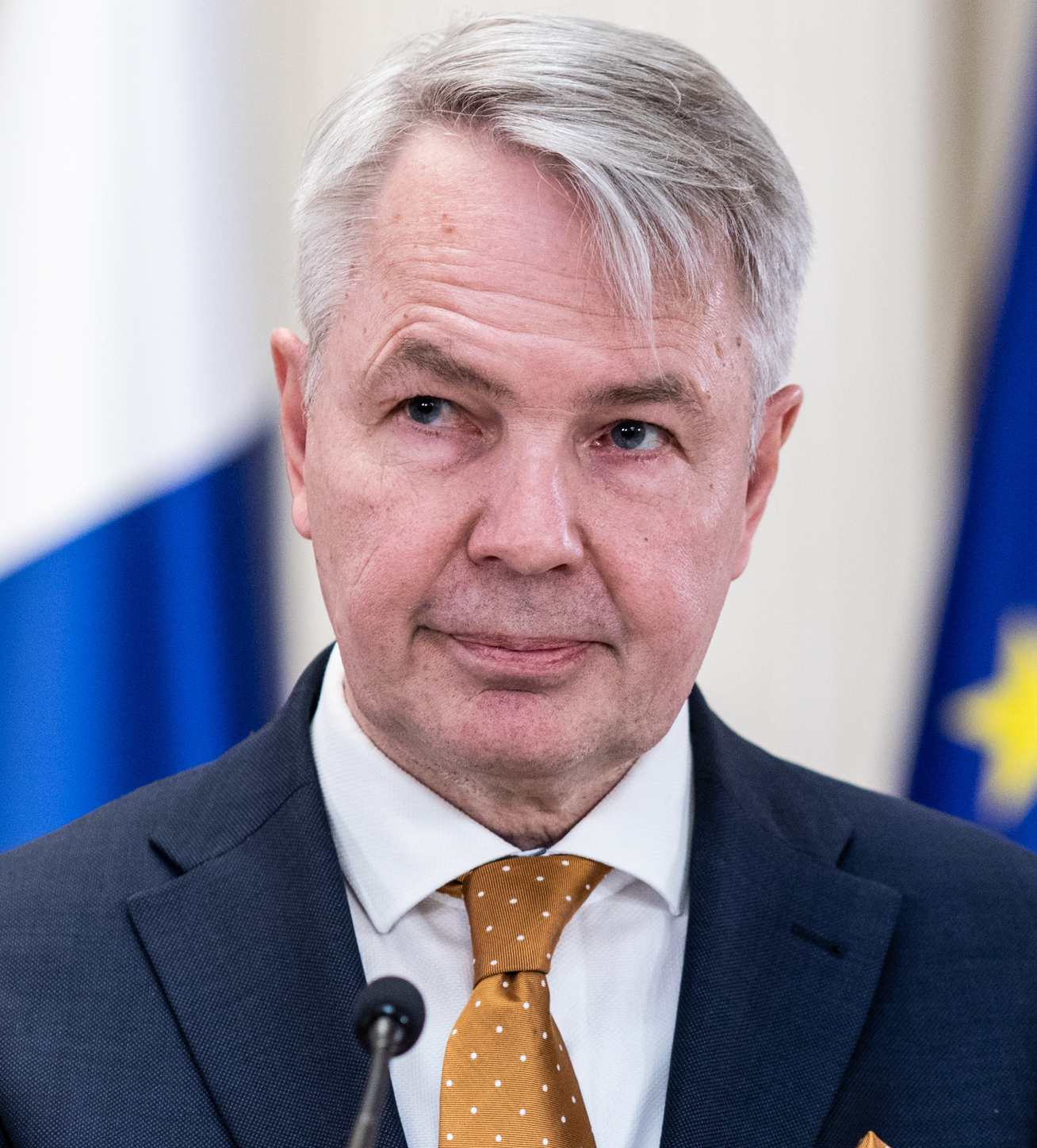
Pekka Haavisto (2022)

Pekka Olavi Haavisto (* 23. März 1958 in Helsinki) ist ein finnischer Politiker der Partei Grüner Bund und war vom 6. Juni 2019 bis zum 20. Juni 2023 Außenminister der Republik Finnland. Zuvor war er von 1995 bis 1999 Umweltminister sowie Minister für internationale Entwicklung und von 2013 bis 2014 nochmals Minister für internationale Entwicklung. Haavisto war Kandidat bei den finnischen Präsidentschaftswahlen 2012, 2018 und 2024, wobei er 2012 und 2024 jeweils in die Stichwahl kam.

## Leben
Nach seiner Schulzeit engagierte sich Pekka Haavisto in der Politik und wurde Mitglied des Grünen Bundes. Von 1993 bis 1995 war er Vorsitzender dieser Partei. Bei der Parlamentswahl 1987 wurde er als Abgeordneter in das Finnische Parlament gewählt, dem er bis 1995 angehörte. Im ersten Kabinett des damaligen sozialdemokratischen Ministerpräsidenten Paavo Lipponen war Haavisto von 1995 bis 1999 Umweltminister und Minister für internationale Entwicklung. Damit wurde er 1995 zum ersten Minister einer Grünen Partei in Westeuropa und zum zweiten in der Welt.

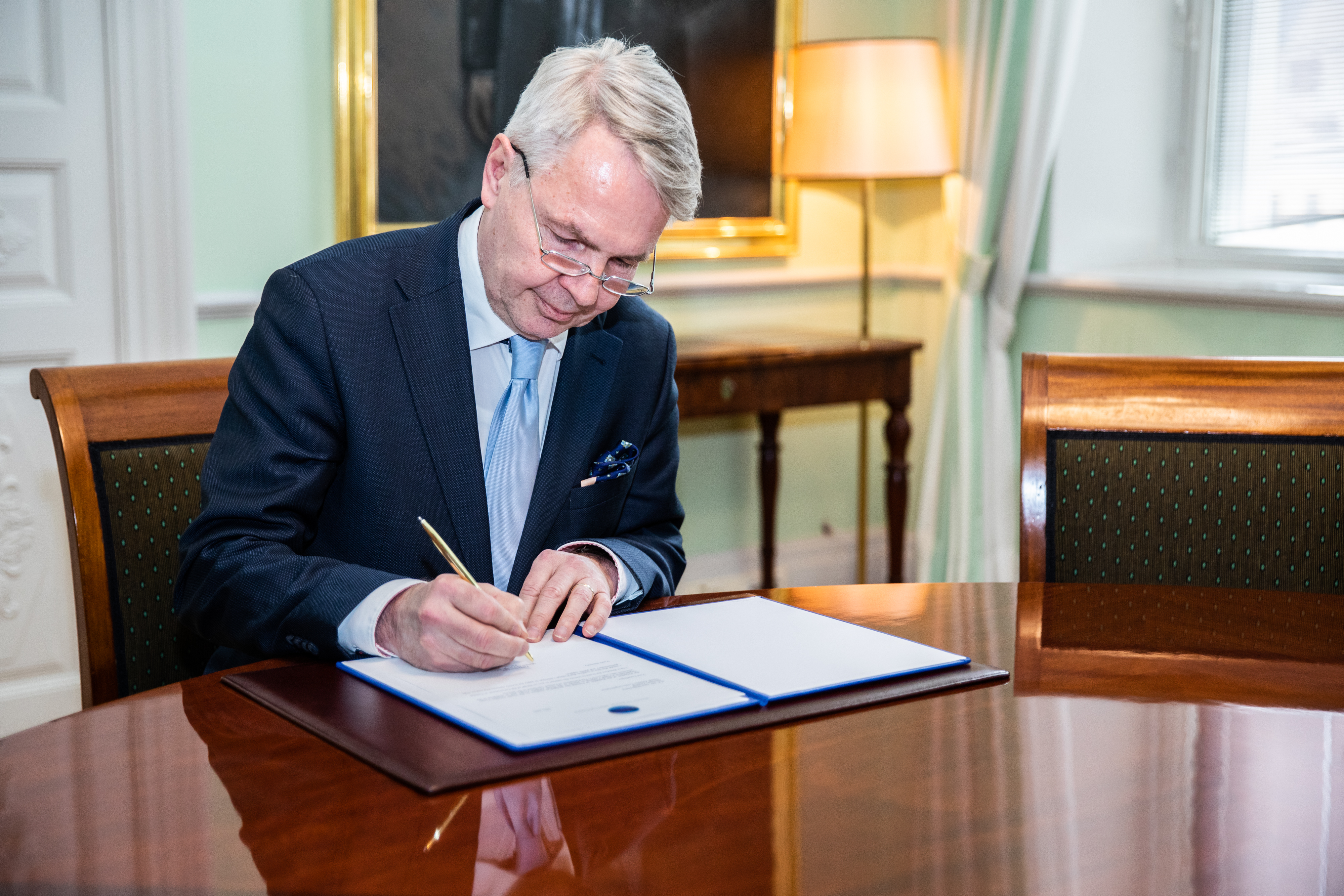
Haavisto bei der Unterzeichnung der Beitrittsurkunde Finnlands zur NATO

Von 1999 bis 2005 war Haavisto in verschiedenen Aufgabenbereichen für die Vereinten Nationen tätig. Er leitete das UN-Umweltprogramm (UNEP) in Kosovo, Afghanistan, Irak, Liberia, Palästina und Sudan. Er koordinierte UNEP-Untersuchungen wegen der in den Kriegen im ehemaligen Jugoslawien eingesetzten Uranmunition im Kosovo, in Montenegro, Serbien und Bosnien-Herzegowina und nahm an den Untersuchungen der Vereinten Nationen beim Baia-Mare-Dammbruch in Baia Mare, Rumänien, teil. Von 2003 bis 2006 war Haavisto außerdem – neben Grazia Francescato – Ko-Vorsitzender der Europäischen Grünen Partei.
2005 wurde Haavisto als EU-Sonderbeauftragter im Sudan ernannt, wo er an den Friedensgesprächen in Darfur teilnahm. Im Jahre 2007 wurde Haavisto für den Wahlbezirk Helsinki erneut in das Finnische Parlament als Abgeordneter gewählt. 2011 wurde er zum Kandidaten des Grünen Bunds für die Präsidentschaftswahl 2012 ernannt. Bei der Wahl am 22. Januar 2012 erlangte er mit 18,8 Prozent der Stimmen den zweiten Platz und erreichte somit die Stichwahl gegen Sauli Niinistö von der konservativen Sammlungspartei. Haavisto erhielt bei der am 5. Februar 2012 abgehaltenen Stichwahl schließlich 37,4 %, Favorit Niinistö 62,6 %.
Haavisto wurde im Oktober 2013 als Nachfolger von Heidi Hautala zum Minister für internationale Entwicklung im Außenministerium berufen. Er schied im September 2014 aus der Regierung aus.
Von 2016 bis 2019 war er Präsident des European Institute of Peace in Brüssel.
2017 ernannte der Grünen Bund Haavisto erneut zum Kandidaten für die Präsidentschaftswahl 2018. Bei der Wahl unterlag er dem amtierenden Präsidenten Niinistö im ersten Wahlgang mit 62,64 % zu 12,40 %. Von 2018 bis 2019 war er erneut Parteivorsitzender des Grünen Bundes.
Seit dem 6. Juni 2019 war Haavisto Außenminister, zunächst in der Regierung von Antti Rinne und seit dem 10. Dezember 2019 in der Regierung von Sanna Marin. Nach dem Regierungswechsel schied er am 20. Juni 2023 aus seinem Amt als Außenminister aus.
Im Juni 2023 kündigte er an, bei der Präsidentschaftswahl 2024 erneut zu kandidieren. Er erhielt im ersten Wahlgang 25,8 % der Stimmen hinter Alexander Stubb und unterlag diesem im 2. Wahlgang mit 48,4 % der Stimmen.
Haavisto lebt mit seinem Lebenspartner Antonio Flores zusammen.

## Auszeichnungen (Auswahl)
- Kommandeur mit Großkreuz des Nordstern-Ordens (2024)[8]